# سیخچه‌دمان
سیخچه‌دمان (نام علمی: Thysanura) نام یک راسته از زیررده بی‌بالان است. این گروه از حشرات دارای چشم‌های مرکب تقلیل داده شده‌اند و چشم‌های ساده (ocelli) در آن‌ها مشاهده نمی‌شود. همچنین در بخش انتهایی این جانوران 3 دمچه (cerci) دیده می‌شود.